# Walter Andrae
Ernst Walter Andrae (18. února 1875, Anger - 28. července 1956, Berlín) byl německý archeolog, který se specializoval na starověký Přední východ.

## Život
Po studiích architektury se stal asistentem Roberta Koldeweye při vykopávkách Babylónu. V roce 1902 zahájil práce na odkrývání města Uruku, čímž začalo období německých expedic v této archeologické lokalitě. Mezi lety 1903 - 1914 pracoval mimo jiné s Juliem Jordanem na vykopávkách hlavního asyrského města Aššuru. Roku 1921 se stal správcem starověkých sbírek Předního východu Státních muzeí v Berlíně a 1928 se stal ředitelem oddělení Předního východu. Kromě toho začal r. 1923 vyučovat dějinám architektury na berlínské Technické univerzitě. Kromě toho se ještě podílel na vykopávkách v dalších místech Přední Asie, především v místech starochetitského Zincirli.
Nejvýznamnějšími populárně naučnými knihami, které Andrae věnoval svým objevům v Mezopotámii, jsou Das wiedererstandene Assur a autobiografická Lebenserinnerungen eines Ausgräbers.